# Amblyraja hyperborea
Amblyraja hyperborea е вид хрущялна риба от семейство Морски лисици (Rajidae). Видът е незастрашен от изчезване.

## Разпространение и местообитание
Разпространен е в Австралия, Великобритания, Гренландия, Еквадор, Исландия, Канада, Колумбия, Коста Рика, Нова Зеландия, Панама, Фарьорски острови и Южна Африка.
Среща се на дълбочина от 140 до 1356,5 m, при температура на водата от 0,3 до 8,3 °C и соленост 34 – 34,9 ‰.

## Описание
На дължина достигат до 1,1 m.